# Migrationspolitik
Migrationspolitik är det sakpolitiska område som rör frågor om invandring och utvandring i en stat. Debatten kring ämnet förs i regel om hur mycket och på vilket sätt människor tillåts flytta över gränser. Idén att människor fritt skall få flytta, är emot själva idén att ha en migrationspolitik. Ofta kopplas ämnet till andra politikområden så som skatter, brott, nativitet och jordbrukspolitik. 
Idag sker migration enklare, snabbare och oftare än tidigare. Svensk migrationspolitik påverkas kraftigt av Europeiska unionen och unionsmedborgarskapet. Romfördraget förpliktigar medlemsstaterna att låta unionsmedborgare från andra EU-länder röra sig fritt inom unionen och låta dem ta anställning på samma villkor som de inhemska medborgarna, i enlighet med den fria rörligheten för personer.